# Щ-129
«Щ-129» — советская дизель-электрическая торпедная подводная лодка времён Второй мировой войны, принадлежит к серии X проекта Щ — «Щука».

## История корабля
Лодка была заложена 31 декабря 1934 года на заводе № 194 «имени А. Марти» в Ленинграде, в 1935 году в виде секций перевезена по железной дороге на завод № 202 «Дальзавод» во Владивостоке, спущена на воду 10 октября 1935 года, 31 октября 1936 года вошла в состав 33 дивизиона 3 бригады подводных лодок Тихоокеанского флота с базированием в Находке.

### Служба
Начало ВОВ встретила в составе 12-го дивизиона подводных лодок 1 отдельной дивизии подводных лодок ТОФ в Находке.
Начало боевых действий против Японии 9 августа 1945 года «Щ-129» встретила в составе 12 дивизиона 4 бригады подводных лодок с базированием в Находке. В боевых действиях не участвовала.
10 июня 1949 года переименована в «С-129».
9 ноября 1956 года выведена из боевого состава флота, поставлена на консервацию.
29 марта 1957 года разоружена и перестроена в учебно-тренировочную станцию. Поставлена на прикол в бухте Постовая, город Советская Гавань.
17 апреля 1957 года переименована в «УТС-70».
12 марта 1974 года исключена из состава ВМФ.
14 марта 1974 года вновь введена в состав ВМФ.
3 марта 1993 года исключена из списка судов, отправлена на демонтаж и разделку на металл.
31 декабря 1993 года расформирован экипаж.

## Командиры лодки
- 3 октября 1935 — 8 июня 1938 — В. В. Гафрон
- 1 июля 1938 — 21 ноября 1940 — В. М. Шонин (до 5 апреля 1940 — временно исполняющий обязанности)
- 21 ноября 1940 — 24 февраля 1942 — М. И. Шейхатович
- 6 июня 1942 — 10 ноября 1945 — В. И. Авдашев
- … — февраль 1953 — П. Колчин
- ноябрь 1953 — май 1954 — Г. Л. Неволин